# Reciproque rooster
Een reciproque rooster is de fouriergetransformeerde of duale afbeelding van een kristalstructuur in de positie-ruimte naar de k-ruimte.

## Toepassingen
Voor sommige toepassingen in de kristallografie en de vastestoffysica, zoals voor de structuuranalyse met behulp van röntgendiffractie of het berekenen van een elektronische bandenstructuur van een metaal, is het noodzakelijk om met het reciproque rooster te werken. Reciproque roosters worden gebruikt voor de wiskundige beschrijving van wisselwerkingen tussen golfverschijnselen en periodieke potentialen. Onder de golven die door de wisselwerking met een kristalrooster verstrooid worden vallen bijvoorbeeld fononen in een CsCl-kristal, de elektronen in een halfgeleider en de elektromagnetische golven van een bundel röntgenstraling. Reciproque roosters worden in tal van theoretische modellen binnen de vastestoffysica gebruikt.

## Golven in kristalroosters
Golfverschijnselen worden beschreven met een periodieke functie {\displaystyle \phi }, waarin de golflengte {\displaystyle \lambda } en de voortplantingsrichting belangrijk zijn:
{\displaystyle \phi _{\mathbf {k} }(\mathbf {r} )\sim e^{\pm i\,\mathbf {k} \cdot \mathbf {r} }}
of
{\displaystyle \phi _{\mathbf {k} }(\mathbf {r} )\sim \cos(\pm \mathbf {k} \cdot \mathbf {r} )}
waarin {\displaystyle \mathbf {r} } een positie in de ruimte is en {\displaystyle \mathbf {k} } de golfvector. De golfvector heeft een lengte {\displaystyle |\mathbf {k} |=2\pi /\lambda }, gelijk aan het cirkelgolfgetal, en is gericht in de voortplantingsrichting van de golf. Het inwendig product {\displaystyle \mathbf {k} \cdot \mathbf {r} } geeft de fase van de golf weer in de voortplantingsrichting.

### Reflectie van golven

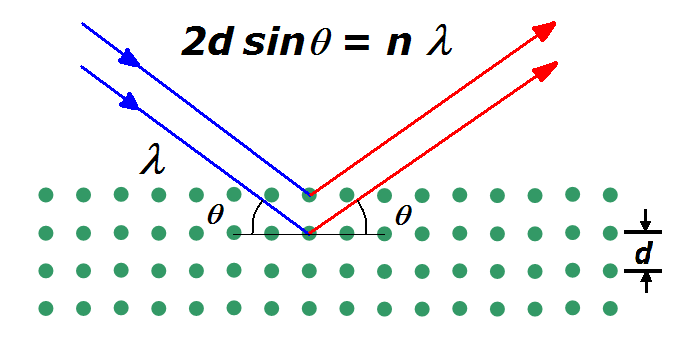
Verstrooiing van een inkomende blauwe golf aan een rooster. Het weglengteverschil tussen de twee gereflecteerde rode golven is.

In de figuur rechts is schematisch de verstrooiing van een in blauw afgebeelde golf aan de roosterpunten in twee vlakken van een rooster weergegeven. Als we aannemen dat de verticale richting in de figuur de {\displaystyle z}-richting is en dat de {\displaystyle z}-component van de golfvector {\displaystyle \mathbf {k} =(k_{x},k_{y},k_{z})} wordt gegeven door de wet van Bragg:
{\displaystyle k_{z}={\frac {2\,\pi \,\sin \theta }{\lambda }}}
dan vindt door constructieve interferentie tussen de gereflecteerde bundels van verschillende lagen, versterking plaats, in de richting van de rode pijlen in de figuur, als het verschil in fase tussen de rode pijlen {\displaystyle 2\pi } is. Deze voorwaarde doet zich voor als:
{\displaystyle k_{z}={\frac {n\,\pi }{d}}}
Voor de reflectie is alleen de loodrechte afstand {\displaystyle d} tussen de vlakken in het rooster van belang. Het maakt niet uit of de vlakken in de horizontale richting ten opzichte van elkaar worden verschoven zo lang als hun onderlinge afstand onveranderd blijft.

### Reflectievoorwaarden
Voor reflectie moet minstens één component van de golfvector gelijk zijn aan {\displaystyle n\pi } maal de reciproque afstand, {\displaystyle 1/d}, tussen de roostervlakken. Bovendien moet die component van de golfvector loodrecht staan op de twee roostervectoren in de vlakken die de golf verstrooien.
Het reciproque rooster wordt op basis van de basisvectoren van de primitieve eenheidscel in de kristalstructuur geconstrueerd. Het is niet toegestaan om zomaar een eenheidscel kiezen, ze moet voldoen aan een paar voorwaarden. Zo moet ze het kleinst mogelijke volume hebben en er moet zich een atoom op elk hoekpunt van de gekozen eenheidscel bevinden.
Als {\displaystyle \mathbf {a} }, {\displaystyle \mathbf {b} } en {\displaystyle \mathbf {c} } de basisvectoren van een primitieve eenheidscel van een kristalrooster zijn, dan moeten de basisvectoren {\displaystyle \mathbf {A} }, {\displaystyle \mathbf {B} } en {\displaystyle \mathbf {C} } van het reciproque rooster voldoen aan de volgende voorwaarden:
- De reciproque basisvector staat looprecht op de beide basisvectoren in een zijvlak van de primitieve eenheidscel van het kristalrooster.
- De projectie van de basisvector in het reciproque rooster op de overeenkomstige basisvector in het kristalrooster moet gelijk zijn aan {\displaystyle 2\pi }.

De eerste voorwaarde vereist orthogonaliteit tussen de basisvectoren van het reciproque rooster en vectoren in de zijvlakken van de primitieve eenheidscel van het kristalrooster. Dat betekent dat alle inwendige producten tussen de reciproque basisvectoren en de twee basisvectoren in verschillende zijvlakken van de primitieve eenheidscellen in het kristalrooster, gelijk aan 0 moeten zijn: 
{\displaystyle \mathbf {A} \cdot \mathbf {b} =0,\qquad \mathbf {A} \cdot \mathbf {c} =0}
{\displaystyle \mathbf {B} \cdot \mathbf {a} =0,\qquad \mathbf {B} \cdot \mathbf {c} =0}
{\displaystyle \mathbf {C} \cdot \mathbf {a} =0,\qquad \mathbf {C} \cdot \mathbf {b} =0}
De tweede voorwaarde vereist dat het inwendig product tussen de reciproque basisvectoren en de overeenkomstige basisvectoren van het kristalrooster, gelijk moet zijn aan {\displaystyle 2\pi }:
{\displaystyle \mathbf {A} \cdot \mathbf {a} =2\,\pi ,\qquad \mathbf {B} \cdot \mathbf {b} =2\,\pi ,\qquad \mathbf {C} \cdot \mathbf {c} =2\,\pi }
Op basis van deze voorwaarden wordt de basis van het reciproque rooster geconstrueerd.

### Constructie
Het resultaat van het kruisproduct tussen de twee vectoren {\displaystyle \mathbf {b} } en {\displaystyle \mathbf {c} } is een vector op die loodrecht staat op het vlak staat waarin de vectoren {\displaystyle \mathbf {b} } en {\displaystyle \mathbf {c} } liggen. Het kruisproduct van {\displaystyle \mathbf {b} } en {\displaystyle \mathbf {c} } voldoet dus aan de eerste twee eisen van orthogonaliteit die aan de inproducten met de reciproque basisvector {\displaystyle \mathbf {A} } gesteld worden. Daarom kunnen we alvast schrijven:
{\displaystyle \mathbf {A} =C\,(\mathbf {b} \times \mathbf {c} )}
waarin {\displaystyle \mathbf {C} } een nog te bepalen constante is.
Het inproduct van {\displaystyle \mathbf {A} } met {\displaystyle \mathbf {a} } moet voldoen aan de tweede eis voor {\displaystyle \mathbf {A} }:
{\displaystyle \mathbf {A} \cdot \mathbf {a} =C\,\mathbf {a} \cdot (\mathbf {b} \times \mathbf {c} )=2\,\pi }
Het product {\displaystyle \mathbf {a} \cdot (\mathbf {b} \times \mathbf {c} )} is gelijk aan het volume {\displaystyle V} van het parallellepipedum waarvan {\displaystyle \mathbf {a} }, {\displaystyle \mathbf {b} } en {\displaystyle \mathbf {c} } de ribben zijn, zodat:
{\displaystyle C={\frac {2\,\pi }{V}}}
waarmee de constructie van de reciproque eenheidscel voltooid kan worden.

## Eenheidscel
De  basisvectoren van het reciproque rooster worden door de volgende vergelijkingen gegeven:
{\displaystyle \mathbf {A} ={\frac {2\,\pi }{V}}\,\mathbf {b} \times \mathbf {c} }
{\displaystyle \mathbf {B} ={\frac {2\,\pi }{V}}\,\mathbf {c} \times \mathbf {a} }
{\displaystyle \mathbf {C} ={\frac {2\,\pi }{V}}\,\mathbf {a} \times \mathbf {b} }
waarin:
{\displaystyle V=\mathbf {a} \cdot (\mathbf {b} \times \mathbf {c} )}
het volume van de primitieve eenheidscel is.

### Basisvectoren en brillouinzones
Een golf of een golffunctie met een golfvector waarvan een component samenvalt met een halve reciproque roostervector, voldoet aan de wet van Bragg. Een Wigner-Seitz-cel is een eenheidscel die uit vlakken wordt geconstrueerd die op de helft van de roostervectoren liggen. Een brillouinzone is een wigner-seitz-cel in een reciproque rooster. Golfvectoren of componenten van golfvectoren, die op de zijvlakken van een brillouinzone liggen voldoen aan de voorwaarde voor reflectie.

## Voorbeeld

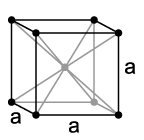
Kristallografische eenheiscel van een ruimtelijk gecentreerd kubisch rooster.

De kristallografische eenheidscel van een kubisch ruimtelijk gecentreerd bevat twee atomen. De primitieve eenheidscel van een kubisch ruimtelijk gecentreerd rooster bevat één atoom, is half zo groot en heeft als basisvectoren:
{\displaystyle \mathbf {a} ={\frac {a}{2}}\,(1,-1,1)}
{\displaystyle \mathbf {b} ={\frac {a}{2}}\,(1,1,-1)}
{\displaystyle \mathbf {c} ={\frac {a}{2}}\,(-1,1,1)}
Het kruisproduct tussen b en c is:
{\displaystyle \mathbf {b} \times \mathbf {c} ={\frac {a^{2}}{2}}\,(1,0,1)}

Een rombische dodecaëder die dezelfde vorm heeft als de Brillouinzone in het reciproque rooster van een kubisch ruimtelijk gecentreerd rooster.

zodat het volume van de primitieve eenheidscel gelijk is aan:
{\displaystyle V=\mathbf {a} \cdot (\mathbf {b} \times \mathbf {c} )=a^{3}/2}
Subtitutie en cyclisch permuteren geeft voor het reciproque rooster de basisvectoren:
{\displaystyle \mathbf {A} ={\frac {2\,\pi }{a}}\,(1,0,1)}
{\displaystyle \mathbf {B} ={\frac {2\,\pi }{a}}\,(1,1,0)}
{\displaystyle \mathbf {C} ={\frac {2\,\pi }{a}}\,(0,1,1)}
Dit zijn de basisvectoren van een primitieve eenheidscel van een vlakgecentreerd kubisch rooster met een ribbe {\displaystyle 4\pi /a}. De brillouinzone in dit rooster is een rombische dodecaëder zoals in de animatie rechts te zien is.

## Spelling
In het vakgebied spreekt men vaak nog van een reciprook rooster en reciproke roosters, maar met het verdwijnen van de toegelaten spelling in de jaren 90 is reciproque weer de enige spelling voor beide geworden.